# Dinastia sargonide
I Sargonidi furono l'ultima dinastia regnante dell'Impero neo-assiro che detenne il potere per poco più d'un secolo, dall'ascesa di Sargon II nel 722 a.C. alla caduta dell'Assiria nel 609 a.C. Sebbene ressero l'Impero nel suo ultimo secolo, i Sargonidi governarono l'Assiria all'apice del suo potere e i tre immediati successori di Sargon II, Sennacherib (regno 705-681 a.C.), Esarhaddon (regno 681-669 a.C.) e Assurbanipal (regno 669-631 a.C.), sono generalmente considerati come tre dei più grandi monarchi assiri. Seppur la dinastia comprenda sette re assiri, due re-vassalli in Babilonia e numerosi principi e principesse, il termine "Sargonidi" è spesso usato esclusivamente per indicare Sennacherib, Esarhaddon e Assurbanipal.
Durante il secolo sargonide, i confini dell'impero neo-assiro crebbero fino a includere l'intero Vicino Oriente antico, il Mediterraneo orientale, l'Anatolia, il Caucaso e parti della penisola arabica e del Nordafrica, e i rivali degli Assiri (Babilonia, Elam, Persia, Urartu, Lidia, Medi, Frigi, Cimmeri, Israele, Giuda, Fenicia, Caldea, Canaan, l'Impero Kushita, gli Arabi e l'Egitto) furono conquistato o resi vassalli.
Dopo la riconquista di Babilonia da parte di Sargon II nel 710 a.C., i Sargonidi governarono periodicamente come Re di Babilonia, sebbene a volte preferissero assegnare tale trono a dei re-vassalli. Babilonia si rivelò notoriamente difficile da controllare, con la città e le terre circostanti nella Bassa Mesopotamia che si ribellarono ripetutamente contro i Sargonidi nonostante si tentassero vari metodi diversi per placare i babilonesi. L'ultima di queste rivolte, guidata da Nabopolassar nel 626 a.C., riuscì a stabilire un nuovo regno indipendente, l'Impero Neo-Babilonese, che meno di due decenni dopo avrebbe distrutto l'Impero neo-assiro e posto fine al dominio della dinastia sargonide. I babilonesi si allearono con i Medi, anche loro rivali degli assiri, e sebbene la guerra medo-babilonese contro l'impero assiro fosse inizialmente indecisiva, la caduta di Ninive e la morte del re Sin-shar-ishkun nel 612 a.C. furono un colpo mortale per l'impero assiro. Il successore di Sin-shar-ishkun, Assur-uballit II, radunò ciò che restava dell'esercito assiro nella città di Harran ma perse la città nel 610-609 a.C. e fu sconfitto nel tentativo di riprenderla nel 609 a.C., ponendo fine al dominio della dinastia dei Sargonidi e dell'Assiria dopo quasi due millenni di storia come entità politica indipendente.

## Contesto

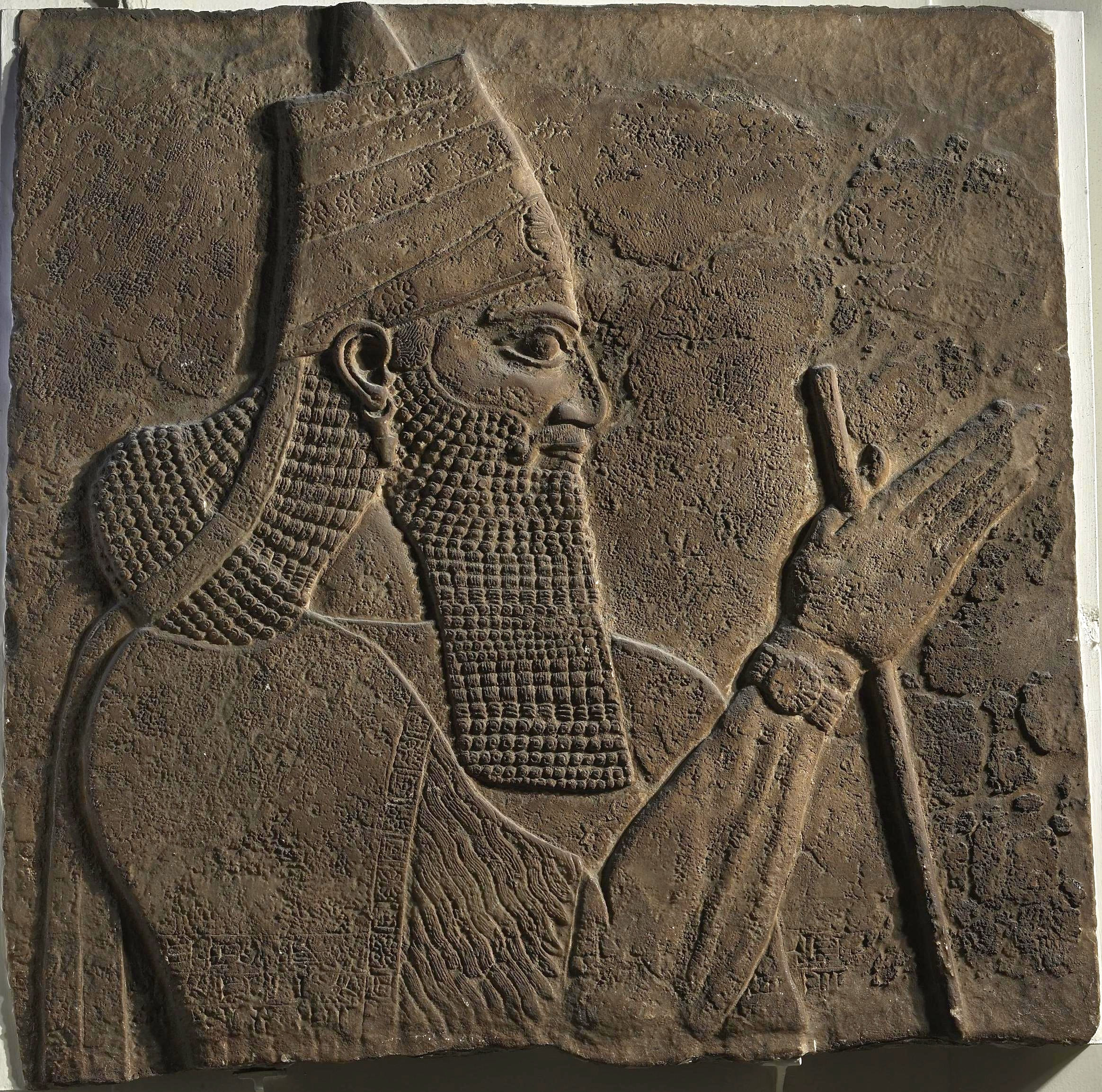
Rilievo di Tiglatpileser III (regno 745–727 a.C.), il presunto padre di Sargon II - British Museum

Il secolo sargonide fu immediatamente preceduto dai regni di Tiglatpileser III (745-727 a.C.) e Salmanassar V (727–722 a.C.). Prima che Tiglatpileser salisse al trono nel 745 a.C., l'Assiria era stata governata dalla dinastia Adaside sin dal XVIII secolo a.C. per circa mille anni. Sebbene Tiglatpileser affermasse di essere un figlio di Adad-nirari III (regno 811-783 a.C.) e quindi un membro della degli Adasidi, ciò è dubbio: Tiglatpileser conquistò il trono nel mezzo d'una guerra civile e massacrò l'intera famiglia reale allora in carica (incluso il re e suo presunto nipote Assur-nirari V). La pretesa parentela di Tiglatpileser con la dinastia precedente appare solo negli elenchi dei re, poiché nelle sue iscrizioni personali c'è una notevole mancanza di riferimenti familiari (altrimenti comuni nelle iscrizioni dei re assiri) in favore di riferimenti alla sua "chiamata divina" da parte di Ashur, il dio patrono d'Assiria.
Sebbene furono i Sargonidi a trasformare l'Assiria da un regno mesopotamico a un impero multinazionale e multietnico, le basi che permisero questo sviluppo furono gettate durante il regno di Tiglatpileser attraverso ampie riforme civili e militari. Inoltre, Tiglatpileser iniziò una fortunata serie di conquiste, soggiogando i regni di Babilonia e Urartu e conquistando la costa mediterranea. Le sue innovazioni militari di successo, inclusa la sostituzione della coscrizione con prelievi forniti da ciascuna provincia, resero l'esercito assiro uno degli eserciti più efficaci fino a quel tempo.
Il figlio e successore di Tiglatpileser, Salmanassar V, si rese impopolare a causa delle sue scarse capacità militari e amministrative e apparentemente sovraccaricò i popoli in tutto il suo grande impero. Dopo un regno di soli cinque anni, Salmanassar fu sostituito come re, probabilmente deposto e assassinato in un colpo di Stato di palazzo, dal fondatore della dinastia sargonide, Sargon II. Come già Tiglatpileser III, Sargon si dichiarò membro della famiglia reale quale figlio appunto di Tiglatpileser, cosa molta dubbia, e rivendicò un'origine divina nella sua presa del potere. L'ascesa al trono di Sargon II vide molte ribellioni e forse Sargon (Šarru-kin in accadico vale anche per "re legittimo") fu il nome reale che il nuovo sovrano scelse per legittimarsi. Riferimenti fino al 670 a.C. (regno di Esarhaddon, nipote di Sargon II) alla possibilità che "discendenti di precedenti reali" potessero tentare d'impadronirsi del trono suggerisce che i Sargonidi non erano necessariamente ben imparentati ai precedenti monarchi assiri.

## Governanti della Dinastia sargonide

### Sargon II (722-705 a.C.)

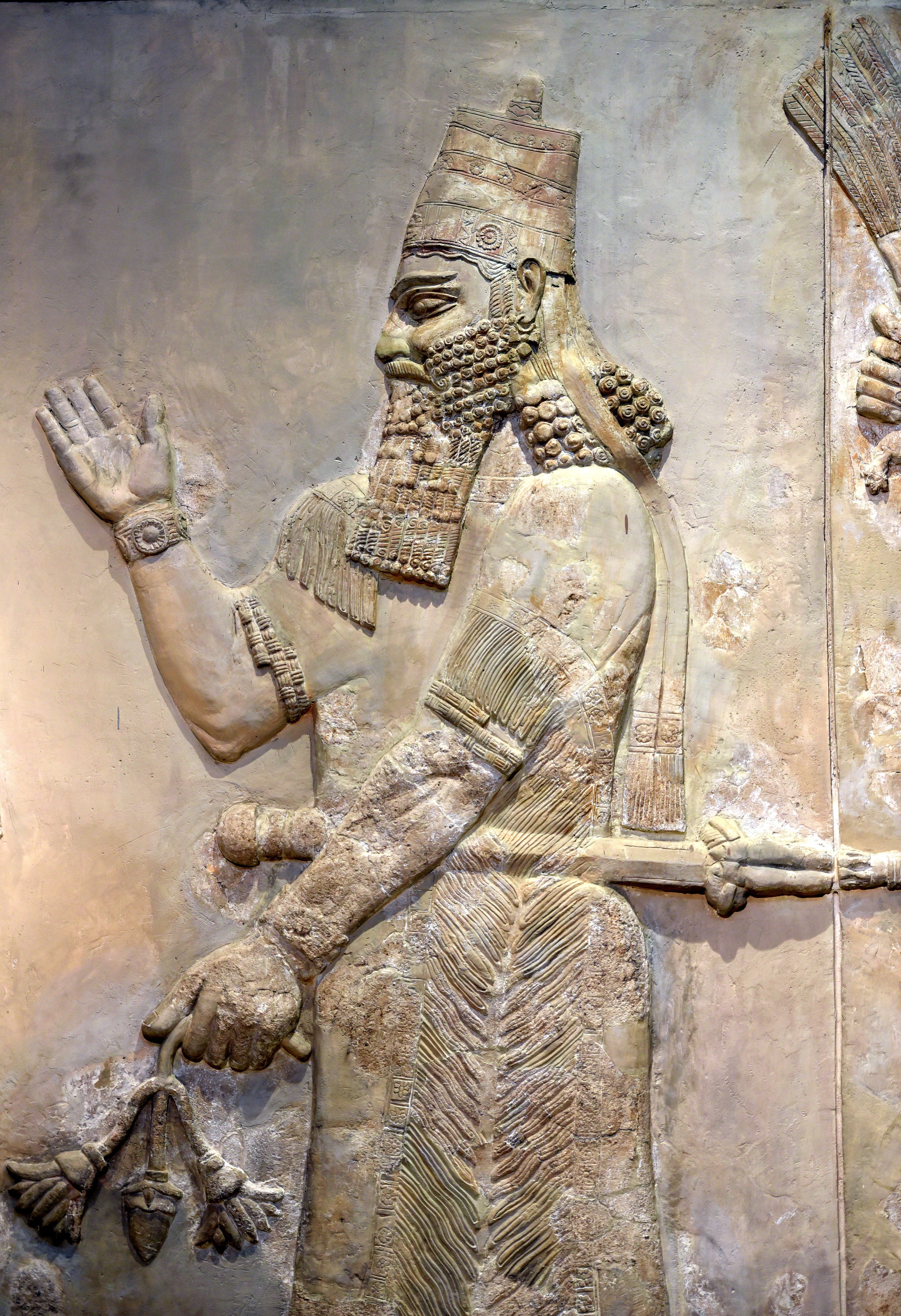
Bassorilievo in alabastro dal palazzo reale di Sargon II a Dur-Sharrukin, raffigurante il re - Museo nazionale iracheno.

All'indomani dell'assunzione del regno di Sargon II, la situazione politica in tutto l'Impero neo-assiro era instabile e instabile. Il nuovo re dovette affrontare numerose rivolte contro il suo governo e dovette anche concludere le campagne militari del predecessore Shalmaneser V: es. la rapida risoluzione dell'assedio di Samaria, la capitale del Regno di Israele, che provocò la caduta del regno e originò il mito delle dieci tribù perdute di Israele quando 30.000 israeliti furono deportati e sparsi in tutto l'impero. Seppur ci furono rivolte anti-Sargon tra gli Assiri (come verificato dai riferimenti a "colpevoli Assiri" nelle iscrizioni di Sargon II), i maggiori oppositori del nuovo re giunsero dalla periferia dell'impero. Una rivolta di molti dei regni precedentemente indipendenti nel Levante, come Damasco, Hamath e Arpad, fu schiacciata nel 720 a.C. ma una rivolta a Babilonia guidata dal re babilonese appena proclamato Marduk-apla-iddina II vide l'insorgere di un nuovo regno babilonese indipendente.
Con le rivolte più direttamente minacciose risolte e la sua posizione consolidata, Sargon II intraprese diverse campagne volte ad espandere i confini dell'Impero. Emulando il suo antico omonimo, Sargon di Akkad (da cui Sargon II probabilmente prese il nome), Sargon II sognava di conquistare il mondo intero. Nel 717 a.C., Sargon II conquistò il regno di Carchemish, militarmente debole ma economicamente forte, nell'odierna Siria, riconosciuto come il successore dell'antico impero ittita dai suoi contemporanei, e rafforzò in modo significativo il tesoro assiro. Nel 714 a.C., Sargon II fece una campagna contro Urartu, il vicino settentrionale dell'Assiria. Per evitare una serie di fortificazioni lungo il confine meridionale di Urartu, Sargon II fece marciare il suo esercito intorno a loro, attraverso le montagne nell'odierna Kermanshah, in Iran. Sebbene le sue truppe fossero esaurite una volta che gli Assiri arrivarono nel territorio di Urartian, un attacco quasi suicida guidato da solo Sargon II e la sua guardia personale contro l'intero esercito urartiano radunò il suo esercito e Urartu fu sconfitto. Sebbene Sargon II abbia scelto di non conquistare l'intero regno a causa dell'esaurimento del suo esercito, ha conquistato e saccheggiato con successo la città più santa di Urartu, Muṣaṣir.
Dal 713 a.C. fino alla fine del suo regno, Sargon II si costruì una nuova ciapitale, Dur-Sharrukin (lett. "fortezza di Sargon"), che non fu mai completamente terminata seppur lui si trasferisse nel palazzo della città nel 706 a.C. Nel 710 a.C., Sargon II e il suo esercito marciarono per riconquistare Babilonia. Invece di attaccare il sud da nord, come aveva fatto nel suo tentativo fallito dieci anni prima, Sargon II fece marciare il suo esercito lungo la riva orientale del fiume Tigri e poi attaccò Babilonia da sud-est. Marduk-apla-iddina fuggì piuttosto che affrontare Sargon II, fu poi sconfitto e Sargon II fu ufficialmente nominato re di Babilonia. L'ultima campagna di Sargon II fu contro il Regno di Tabal (Anatolia) che era sfuggito al controllo assiro pochi anni prima. Come nelle altre sue campagne, Sargon II guidò personalmente le sue truppe e morì in battaglia contro il nemico. Il suo corpo non venne ritrovato.

### Sennacherib (705-681 a.C.)

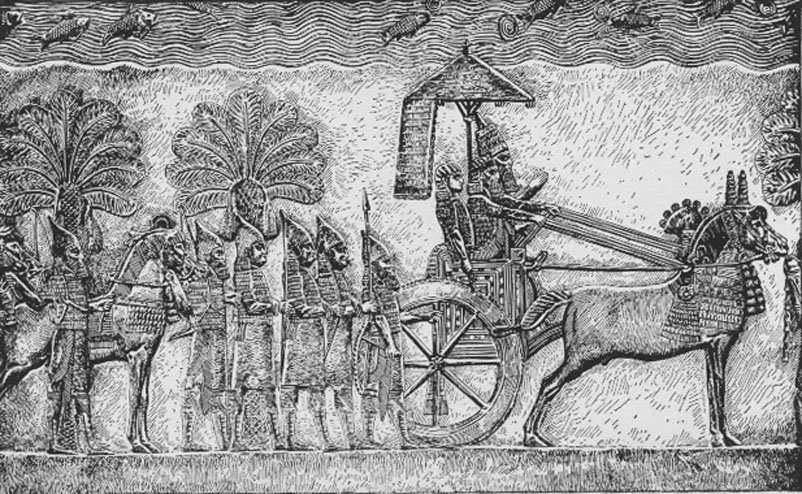
Sennacherib durante la sua guerra babilonese - rilievo dal palazzo imperiale di Ninive.

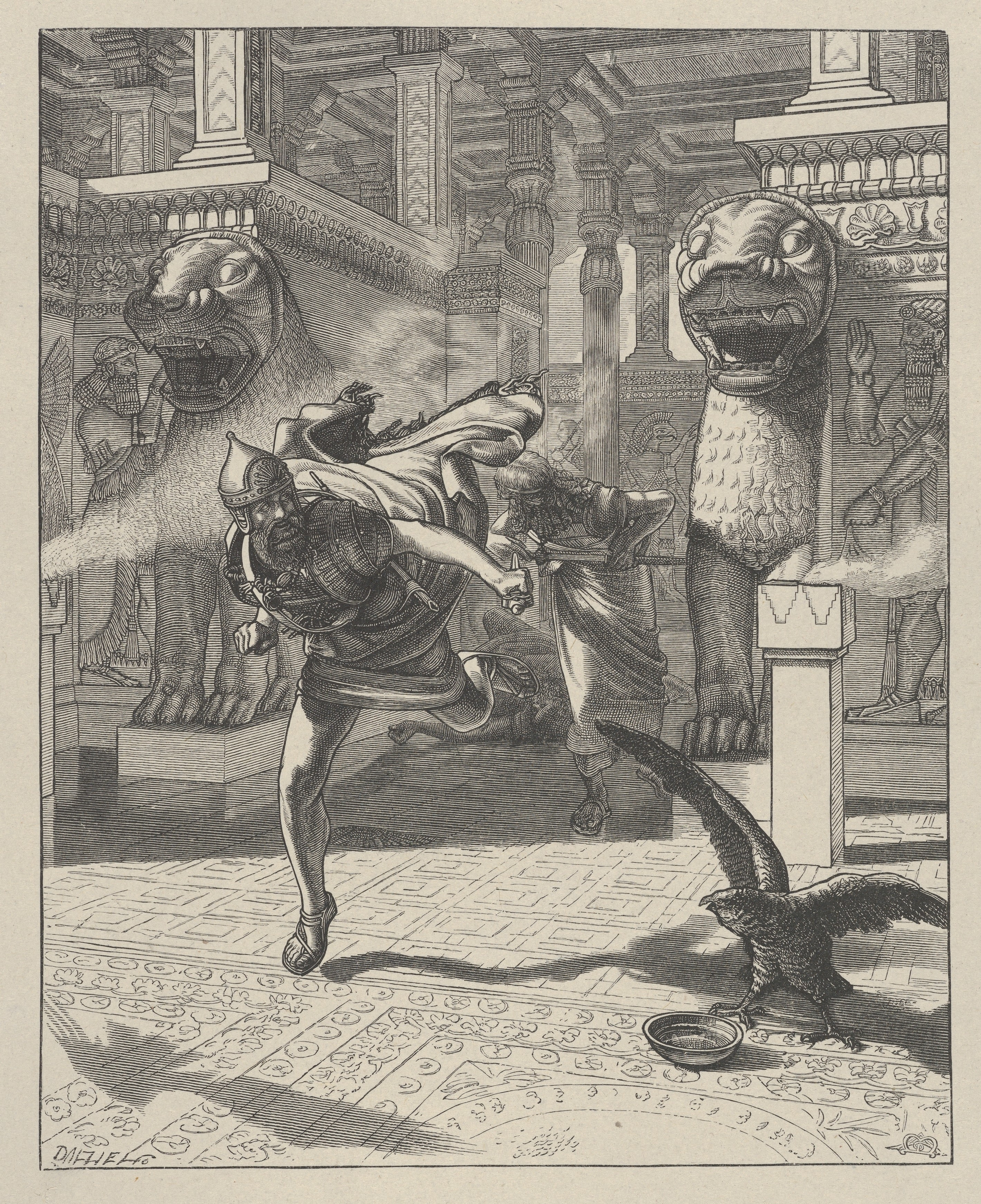
The Flight of Adrammelech, ill. dalla Dalziel's Bible Gallery (1881), raffigurante i principi Arda-Mulissu e Nabu-shar-usur in fuga dopo aver ucciso il padre Sennacherib.

Sennacherib salì al trono alla morte del padre in battaglia e, come la maggior parte dei re assiri, trascorse il suo regno impegnandosi in una serie di campagne e progetti di costruzione: è ricordato soprattutto per le sue campagne contro Babilonia e Giuda e per la sua ristrutturazione della città di Ninive, da lui scelta come nuova capitale (abbandonò Dur-Sharrukin poiché la morte di Sargon II in battaglia era percepita come un malaugurio), che forse fu la vera sede dei fantomatici "giardini pensili di Babilonia", una delle sette meraviglie del mondo antico.
Le campagne militari di Sennacherib iniziarono nel 703 a.C. quando condusse una campagna contro Marduk-apla-iddina II di Babilonia, il vecchio rivale di Sargon II, sconfiggendolo con successo. Marduk-apla-iddina fuggì, Babilonia fu presa ancora una volta e il palazzo babilonese fu saccheggiato, anche se i cittadini non furono danneggiati. Un re fantoccio di nome Bel-ibni fu posto sul trono e per i due anni successivi Babilonia fu lasciata in pace. Nel 701 a.C., Sennacherib si spostò da Babilonia verso la parte occidentale dell'impero, dove il re Ezechia di Giuda si era ribellato all'Assiria sobillato dall'Egitto e da Marduk-apla-iddina. Vari piccoli stati della zona che avevano partecipato alla ribellione (es. Sidone e Ascalona) furono conquistati e una serie di altre città e stati, tra cui Biblo, Ashdod, Ammon, Moab ed Edom, pagarono quindi tributi senza resistenza. Ekron chiese aiuto all'Egitto ma gli egiziani furono sconfitti. Sennacherib allora assediò la capitale di Ezechia, Gerusalemme, e cedette le città circostanti ai governanti vassalli assiri di Ekron, Gaza e Ashdod. Non c'è una descrizione di come finì l'assedio ma gli annali registrano una sottomissione di Ezechia e un elenco di bottini inviati da Gerusalemme a Ninive. Ezechia rimase sul suo trono come re-vassallo.
Sennacherib mise il suo figlio maggiore, il principe ereditario Ashur-nadin-shumi, sul trono di Babilonia nel 699 a.C. Marduk-apla-iddina continuò la sua ribellione con l'aiuto del regno di Elam, così nel 694 a.C. Sennacherib portò una flotta di navi fenicie lungo il fiume Tigri per distruggere le basi elamite sul Golfo Persico ma mentre stava facendo questo gli Elamiti catturarono Ashur-nadin-shumi e misero Nergal-ushezib, il figlio di Marduk-apla-iddina, sul trono di Babilonia. Nergal-ushezib fu catturato nel 693 a.C. e portato a Ninive dopodiché Sennacherib attaccò di nuovo Elam. Il re elamita fuggì sulle montagne e Sennacherib saccheggiò il suo regno ma quando si ritirò gli Elamiti tornarono a Babilonia e v'intronarono un nuovo capo ribelle, Mushezib-Marduk. Babilonia alla fine cadde nelle mani dei Sargonidi nel 689 a.C. dopo un lungo assedio e Sennacherib affrontò il "problema babilonese" distruggendo completamente la città: persino il tumulo su cui si trovava deviando l'acqua dei canali circostanti sul sito.
Con Ashur-nadin-shumi presumibilmente morto per mano degli Elamiti, Sennacherib alla fine scelse di proclamare un figlio minore, Esarhaddon, come principe ereditario piuttosto che Arda-Mulissu, già nominato principe ereditario negli anni successivi la scomparsa di Ashur-nadin-shumi. Arda-Mulissu rimase però molto popolare divenendo sempre più potente nella corte, attirandosi il sostegno degli aristocratici e degli scribi. Turbato da questo, Sennacherib mandò il principe ereditario Esarhaddon nelle province occidentali, lontano dalla corte, per preservarlo. Arda-Mulissu, sentendo che un atto decisivo gli avrebbe concesso la regalità, fece "un trattato di ribellione" con altri cospiratori, tra cui un altro figlio di Sennacherib, Nabu-shar-usur, ai danni del padre. Sennacherib fu quindi assassinato (pugnalato dal figlio, ipotesi più probabile, o schiacciato sotto la statua di un colossale toro alato del tempio ove stava pregando secondo un'altra versione) e Arda-Mulissu usò la distruzione dell'antica città di Babilonia da parte di Sennacherib come giustificazione per l'omicidio del padre.

### Esarhaddon (681-669 a.C.)

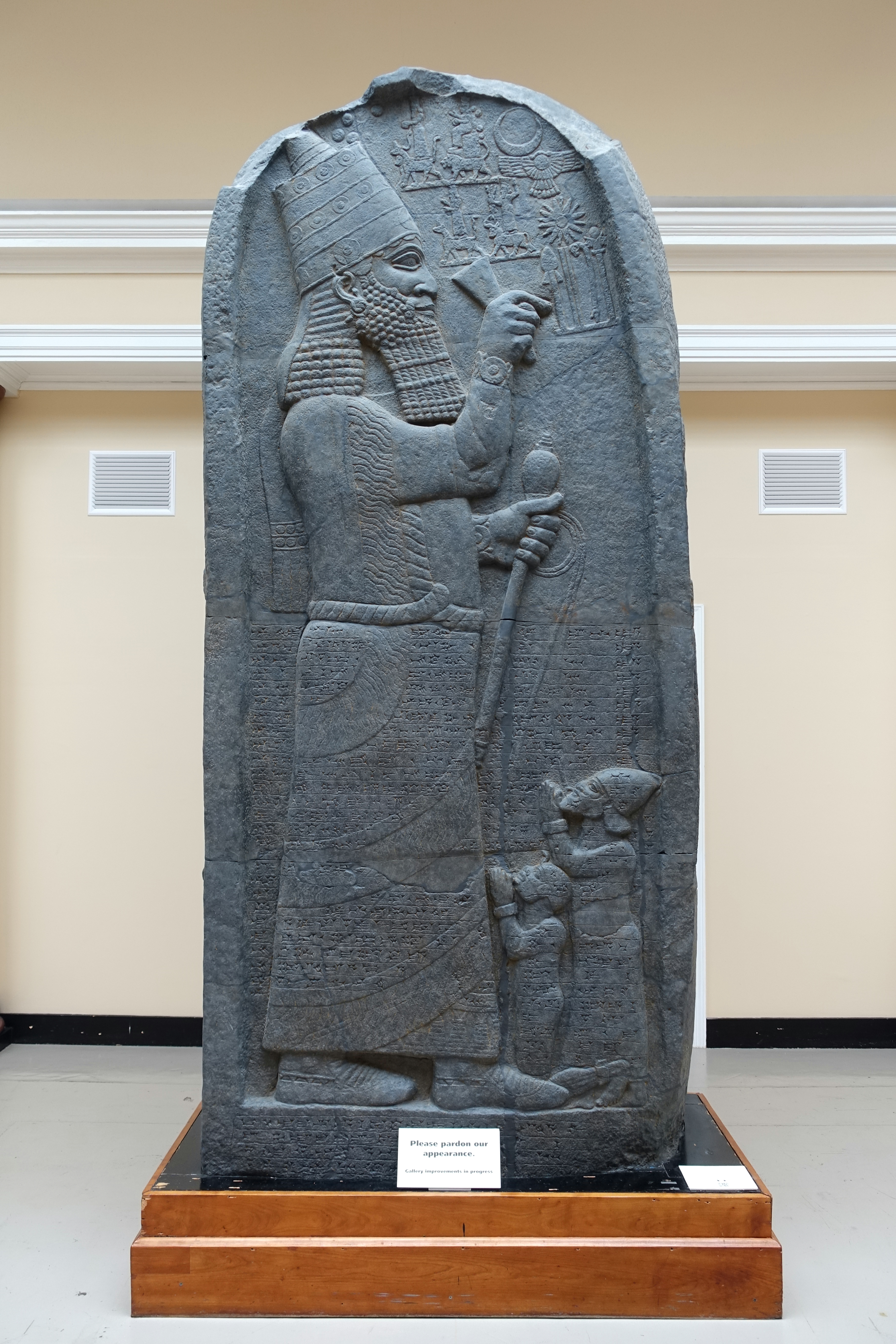
Copia in gesso della Stele della vittoria di Esarhaddon al Harvard Semitic Museum.

Dopo l'omicidio di Sennacherib, Esarhaddon dovette prima sconfiggere i suoi fratelli Arda-Mulissu e Nabu-shar-usur in sei settimane di guerra civile. Il loro tradimento colpì profondamente Esarhaddon che sarebbe rimasto paranoico e diffidente, in particolare nei confronti dei suoi parenti maschi, per il resto del suo regno. Sebbene i fratelli che lo avevano tradito riuscissero a fuggire, le loro famiglie, i loro colleghi e sostenitori furono catturati e giustiziati, così come il personale di sicurezza nel palazzo reale. Per non permettere che la stessa giustificazione venisse usata per soppiantarlo come sovrano, Esarhaddon si mosse rapidamente per ricostruire Babilonia e emise un proclama ufficiale che chiariva che era stata la volontà degli dei che Babilonia fosse distrutta perché la città aveva perso il suo rispetto per il divino. Il proclama non fa menzione del padre di Esarhaddon ma afferma chiaramente che Esarhaddon doveva essere un restauratore divinamente scelto della città. Esarhaddon ricostruì con successo le porte della città, le merlature, i canali di scolo, i cortili, i santuari e vari altri edifici e strutture. Grande cura fu prestata alla ricostruzione dell'Esagila (il grande tempio di Babilonia): pietre preziose, oli e profumi furono depositati nelle sue fondamenta; metalli preziosi furono scelti per coprire le porte del tempio e il piedistallo che doveva ospitare la statua di Marduk (la principale immagine di culto del dio poliade di Babilonia, Marduk) fu realizzato in oro.
Grazie alle campagne militari di Esarhaddon, l'Impero neo-assiro raggiunse la sua più grande estensione. Il Sargonide stabilì confini che si estendevano dalla Nubia a sud-ovest ai monti Zagros a nord-est, comprese regioni come il Levante, l'Anatolia sud-orientale e tutta la Mesopotamia. La combinazione di un'attenta amministrazione del governo e delle campagne militari di successo assicurò che l'impero sarebbe rimasto stabile per tutto il suo regno di re e consentì i progressi in arte, astronomia, architettura, matematica, medicina e letteratura. Forse la sua più grande conquista fu l'Egitto, che aumentò notevolmente le dimensioni del suo impero. Dopo essere stato sconfitto in un primo tentativo fallito di conquistare il paese nel 673 a.C., gli eserciti di Esarhaddon sconfissero con successo il faraone Taharqa nel 671 a.C. dopodiché catturò la famiglia del faraone, inclusi suo figlio e sua moglie, e la maggior parte della corte reale, che furono tornare in Assiria come ostaggi. I governatori fedeli al re assiro furono quindi posti a capo dei territori conquistati lungo il Nilo.
Non volendo ripetere la sanguinosa transizione di potere che aveva dato inizio al suo regno, Esarhaddon si adoperò per garantire che la sua successione fosse pacifica. Designò il suo figlio maggiore vivente, Shamash-shum-ukin, come erede al trono babilonese e il suo favorito, ma più giovane, figlio Assurbanipal come erede al trono assiro. Sebbene il ragionamento alla base di ciò sia sconosciuto, è possibile che la madre di Shamash-shum-ukin fosse una donna babilonese, il che avrebbe reso discutibile la sua idoneità al trono assiro. Naqi'a, madre di Esarhaddon, emanò un trattato che ordinava alla corte reale e alle varie province dell'impero di accettare come re il figlio di Esarhaddon, Assurbanipal, e lo stesso Esarhaddon stipulò trattati con potenze rivali, come i Medi e i Persiani, che li ha visti sottomettersi in anticipo come vassalli ad Assurbanipal. Alla morte di Esarhaddon (fine del 669 a.C.), Assurbanipal e Shamash-shum-ukin salirono pacificamente sui loro troni, realizzando (all'apparenza) i piani del padre.

### Assurbanipal (669-631 a.C.)

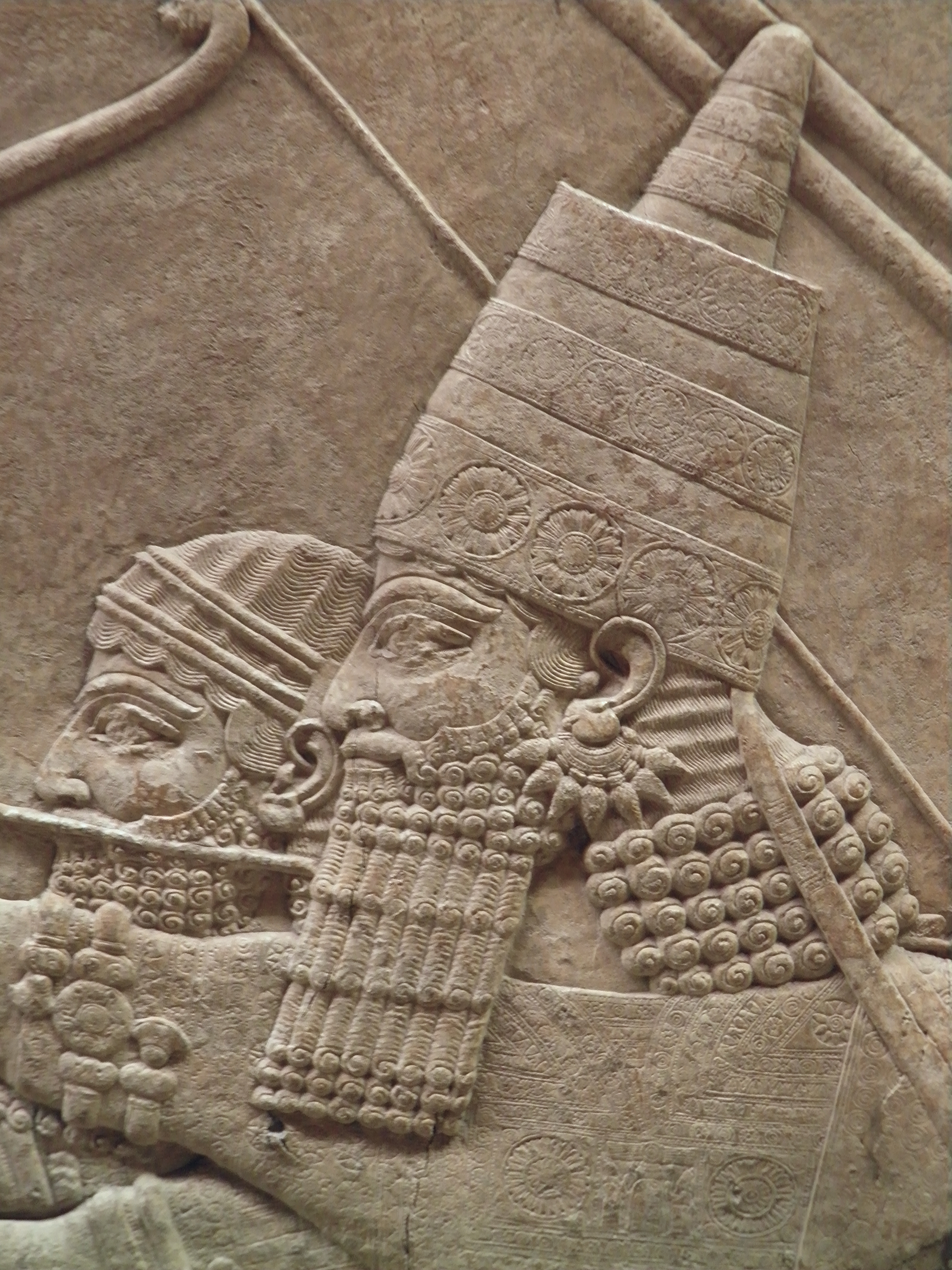
Primo piano di Assurbanipal - particolare da Caccia al leone di Assurbanipal.

Dopo essere salito al trono assiro e aver partecipato all'inaugurazione di suo fratello Shamash-shum-ukin come re di Babilonia, Assurbanipal dovette trattare immediatamente con l'Egitto, che si era ribellato al dominio assiro poco prima della morte di Esarhaddon. La ribellione, guidata dallo stesso faraone Taharqa che Esarhaddon aveva sconfitto nel 671 a.C. fu interrotta solo dopo che Assurbanipal invase l'Egitto nel 667 a.C., con il suo esercito in marcia fino a Tebe, saccheggiando diverse città sul suo cammino e infine sconfiggendo la rivolta e nominando Necao I, l'ex-sovrano di Sais, re-vassallo d'Egitto. Nel 665 a.C., Assurbanipal fu nuovamente costretto a fare la guerra in Egitto, questa volta poiché il paese fu invaso dal successore designato di Taharqa, Tanutamani. Sebbene l'Egitto sarebbe stato allineato con l'Assiria per il resto dell'esistenza dell'Assiria, il controllo diretto svanì lentamente nel corso del regno di Assurbanipal e al momento della sua morte, l'Egitto sarebbe stato di nuovo un regno completamente indipendente, senza la necessità di un'altra rivolta.
Durante gli anni che seguirono la sua campagna in Egitto, Assurbanipal fu tenuto occupato altrove. Forse la più famosa delle sue numerose campagne militari furono le sue due guerre contro Elam che era stata a lungo una spina nel fianco dell'Assiria. Sebbene avesse sconfitto con successo Elam nella sua prima campagna nel 653 a.C., gli Elamiti insorsero di nuovo contro l'Assiria nel 647 a.C. Il secondo attacco di Elam fu punito severamente da Assurbanipal, che invase il paese nel 647-646 a.C., una campagna che vide il brutale saccheggio e il rado al suolo di numerose città elamite, inclusa la capitale Susa. La campagna è stata approfondita; le statue degli dei elamiti furono distrutte, le tombe reali furono profanate e il terreno fu seminato di sale. Le iscrizioni di Assurbanipal suggeriscono che avesse intenzione di spazzare via gli Elamiti come gruppo culturale distinto.
L'ostilità si era accumulata tra Assurbanipal e suo fratello Shamash-shum-ukin durante i loro regni, probabilmente principalmente perché Assurbanipal esercitava un controllo significativo sulle azioni di Shamash-shum-ukin, nonostante Esarhaddon avesse forse voluto che i due fossero uguali. Quando Shamash-shum-ukin dichiarò apertamente guerra a suo fratello nel 652 a.C., gran parte della Mesopotamia meridionale lo seguì nella sua ribellione. Sebbene Shamash-shum-ukin sembrasse inizialmente avere il sopravvento, assicurandosi con successo molti alleati, la sua imminente sconfitta fu evidente nel 650 a.C., quando Babilonia e molte altre importanti città meridionali furono assediate da Assurbanipal. Quando Babilonia cadde sotto le truppe di Assurbanipal nel 648 a.C., si ritiene tradizionalmente che Shamash-shum-ukin si sia suicidato dandosi fuoco nel palazzo ma i testi contemporanei dicono solo che "ha incontrato una morte crudele" e che gli dei "lo hanno consegnato al fuoco e gli hanno distrutto la vita". Oltre al suicidio attraverso l'autoimmolazione o altri mezzi, è possibile che sia stato giustiziato, morto accidentalmente o ucciso in qualche altro modo.
La fine del regno di Assurbanipal e l'inizio del regno di suo figlio e successore, Ashur-etil-ilani, sono avvolti nel mistero a causa della mancanza di fonti disponibili ma sembra che Assurbanipal morì di morte naturale nel 631 a.C. Sebbene le sue attività militari fossero impressionanti, Assurbanipal è oggi ricordato principalmente a causa della Biblioteca di Assurbanipal, la prima biblioteca organizzata sistematicamente nel mondo. La biblioteca, composta da più di 30.000 tavolette di argilla contenenti storie, poesie, testi scientifici e altri scritti, era considerata dallo stesso Assurbanipal come il suo più grande risultato. Quando l'Assiria cadde due decenni dopo la morte di Assurbanipal, la biblioteca fu sepolta sotto le rovine di Ninive, dove molte tavolette sopravvissero intatte, questa è la ragione principale per cui molti antichi testi mesopotamici sopravvivono fino ad oggi.

### Ultimi Re d'Assiria (631-609 a.C.)

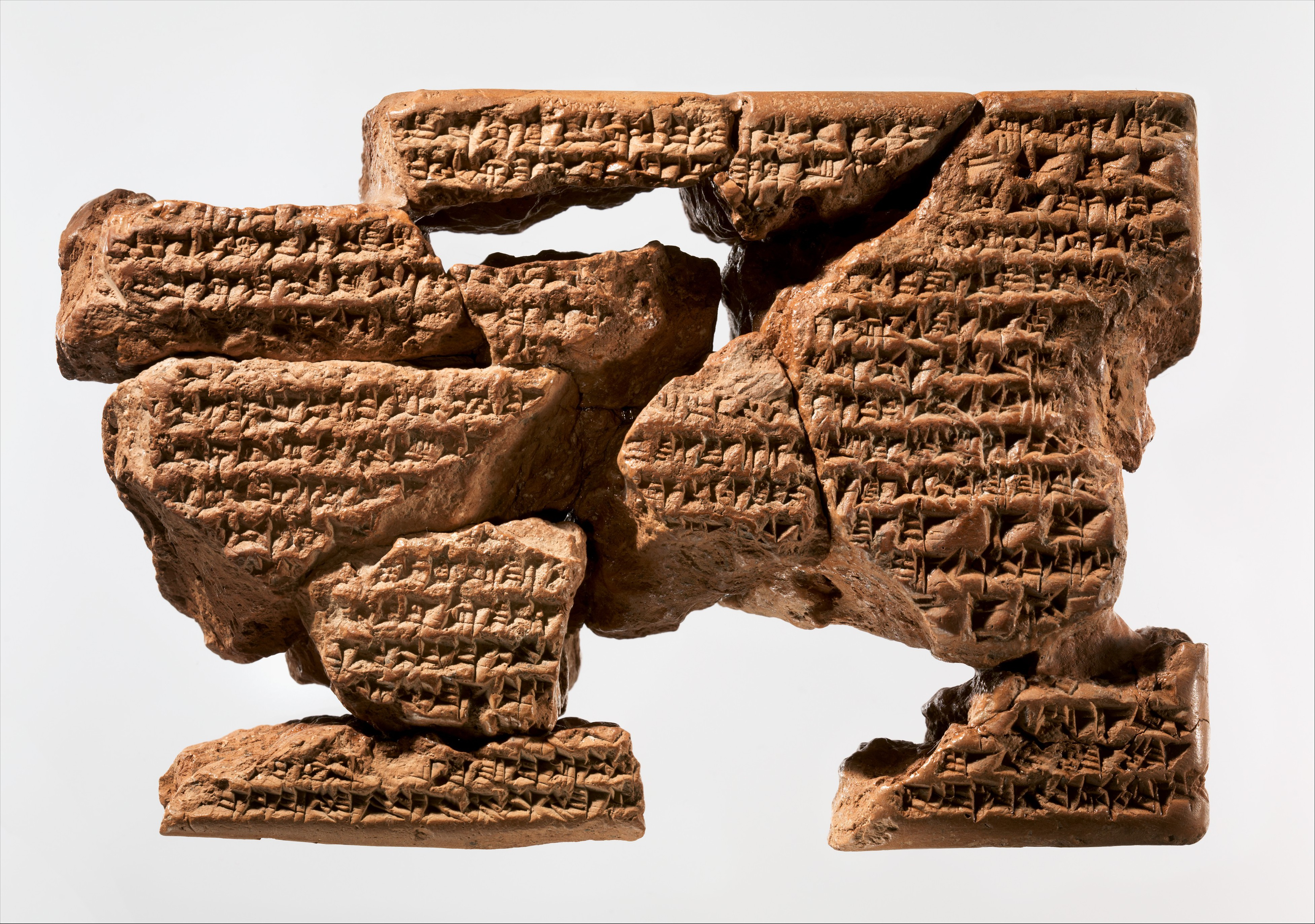
Lettera scritta da Sin-shar-ishkun a Nabopolassar di Babilonia, in cui lo riconosce come re di Babilonia e implora di poter mantenere il suo regno - Metropolitan Museum of Art.

Il breve regno di Ashur-etil-ilani (631-627 a.C.) fu inizialmente accolto con opposizione, come la maggior parte delle successioni in Assiria. Sebbene la capitale abbia vissuto un breve periodo di disordini e violenze, coloro che hanno cospirato contro Ashur-etil-ilani furono rapidamente sconfitti dal suo rab ša rēši (grande / capo eunuco), Sin-shumu-lishir. Sebbene restino poche fonti del regno di Ashur-etil-ilani, Kandalanu continuò a servire come re vassallo in Babilonia e sembra che Ashur-etil-ilani esercitasse la stessa quantità di controllo che aveva suo padre. È possibile che fosse percepito come un debole governante; i palazzi che costruì erano insolitamente piccoli per gli standard assiri e non è stato registrato per aver mai partecipato a una campagna militare o una battuta di caccia, attività che erano altrimenti comuni per i re assiri e cementavano la loro posizione di re guerrieri.
Il fratello di Ashur-etil-ilani, Sin-shar-ishkun, divenne re nel 627 a.C. Sebbene l'idea comune fosse che Sinsharishkun avesse lottato con suo fratello e alla fine lo avesse deposto, non ci sono prove che suggeriscano che la successione fosse violenta o che la morte di Ashur-etil-ilani fosse innaturale. L'ascesa di un nuovo re avrebbe potuto mettere in pericolo la posizione del generale Sin-shumu-lishir alla corte e il vecchio generale di Ashur-etil-ilani si ribellò, prendendo il controllo della Babilonia settentrionale per tre mesi prima di essere sconfitto. L'instabilità causata da questa breve guerra civile potrebbe essere stata ciò che ha permesso a un altro generale, Nabopolassar di ribellarsi nel 626 a.C.
Sin-shar-ishkun non riuscì ad affrontare in modo efficiente la rivolta di Nabopolassar, che portò alla fondazione dell'Impero Neo-Babilonese. Questo nuovo impero alleato con l'Impero dei Medi a est e la successiva guerra medo-babilonese contro l'Impero assiro avrebbe avuto effetti catastrofici per l'Assiria. Nel 614 a.C. i Medi saccheggiarono e razziarono la città di Assur, una delle precedenti capitali dell'Assiria e ancora il suo cuore religioso e da giugno ad agosto nel 612 a.C. i Medi e i Babilonesi assediarono Ninive, violandone le mura in agosto e sottoponendola a lungo e brutale saccheggio, durante il quale si presume che Sin-shar-ishkun sia stato ucciso. Il successore di Sin-shar-ishkun (forse suo figlio) Assur-uballit II, radunò ciò che restava dell'esercito assiro nella città di Harran, dove sarebbe stato sconfitto dai medi e dai babilonesi nel 609 a.C., ponendo fine all'antica monarchia assira. Ashur-uballit probabilmente morì ad un certo punto negli anni seguenti, circa 608-606 a.C.
Sebbene l'Assiria cadde proprio durante il dominio della dinastia dei Sargonidi, tale dinastia regnò anche durante l'apice del potere assiro. I tre immediati successori di Sargon II: Sennacherib, Esarhaddon e Assurbanipal, sono generalmente considerati tre dei più grandi re assiri. Il termine "Sargonidi" è talvolta usato esclusivamente per questi tre monarchi.

## Politica

### Pax Assyriaca

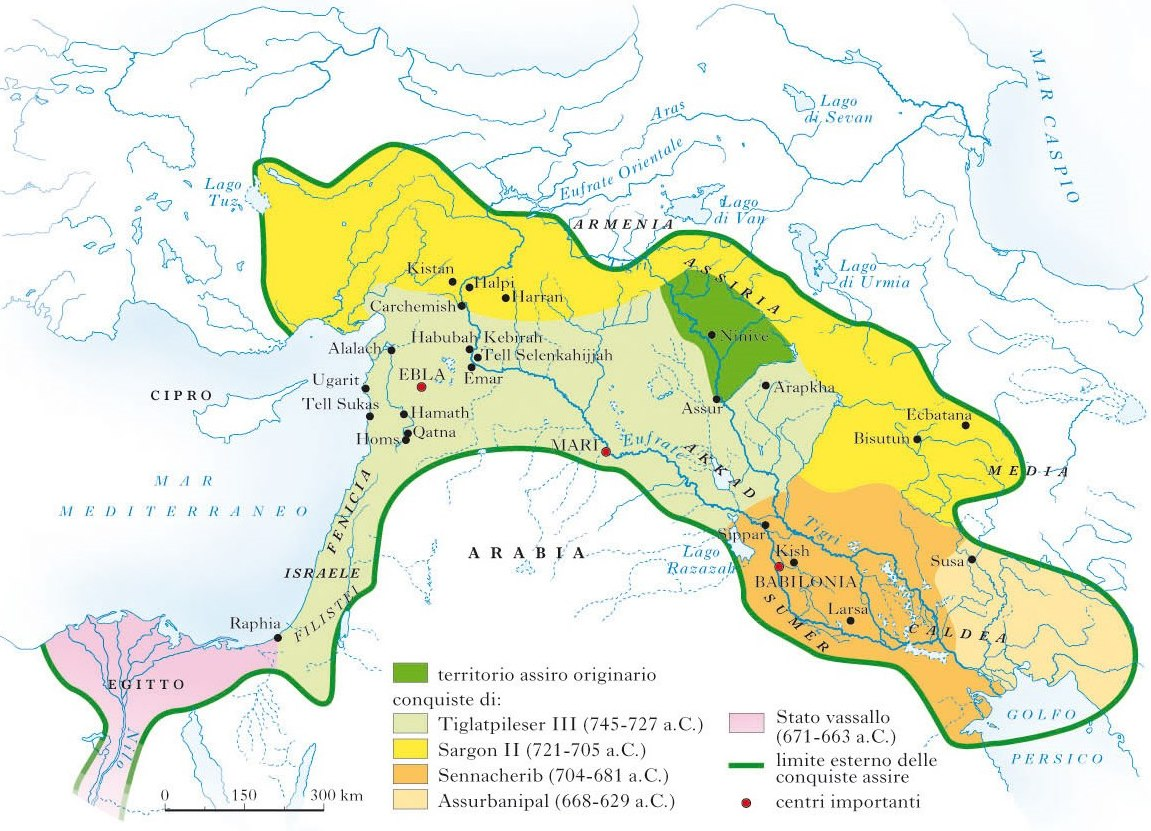
L'impero neo-assiro all'apice del suo potere (fine del regno di Assurbanipal).

Durante il "secolo sargonide", l'impero assiro raggiunse l'apice del suo potere, spaziando dall'Egitto a ovest, al Golfo Persico a est e a gran parte del litorale orientale del Mar Mediterraneo. Lo sviluppo economico, politico, ideologico e militare durante questo periodo ebbe effetti duraturi sugli eventi anche ben dopo la fine degli Assiri.
Dalla fine del regno di Sargon II, l'impero entrò infatti in una fase di fortificazione e stabilizzazione delle frontiere, fornendo stabilità politica in terre ove i leader locali si erano combattuti per secoli e focalizzando di conseguenza le risorse sullo sviluppo dell'economia e dell'infrastruttura statale. La Neo Assiria deteneva infatti molti stati vassalli che rendevano omaggio all'impero e più gli stati erano produttivi e redditizi, più alto era il tributo pagato. Pertanto, l'Assiria ritenne nel suo migliore interesse sostenere lo sviluppo non solo del loro impero ma di quelli intorno a loro.
Il rapporto assiro con i Fenici sotto i Sargonidi contribuì ulteriormente allo sviluppo economico della Neo-Assiria. La Fenicia era un altro stato vassallo importante per l'economia dell'Impero grazie al commercio di vino, legname, avorio, metalli e innovazioni tecnologiche dovute alla tradizione marittima di quel popolo.
In linea con le riforme di Tiglatpileser III, i Sargonidi centralizzarono il potere imperiale, privando i funzionari d'alto rango e, specialmente, i generali di poteri effettivi, mentre i governatori furono incaricati di gestire piccole province al fine di ridurre il rischio di favorire l'insorgere di dinastie locali. L'esercito assiro venne sistematicamente modernizzato diventando la più efficiente macchina bellica sino all'ora vista: fondamentale fu l'arruolamento di contingenti stranieri coscritti presso i popoli assoggettati, equipaggiati con uniformi e attrezzature assire per renderli indistinguibili gli uni dagli altri (forsanche per aumentarne l'integrazione), per i corpi di fanteria e lasciando la cavalleria ed i carri da guerra (il nucleo centrale dell'armata) ai soli Assiri.

### Iconografia reale

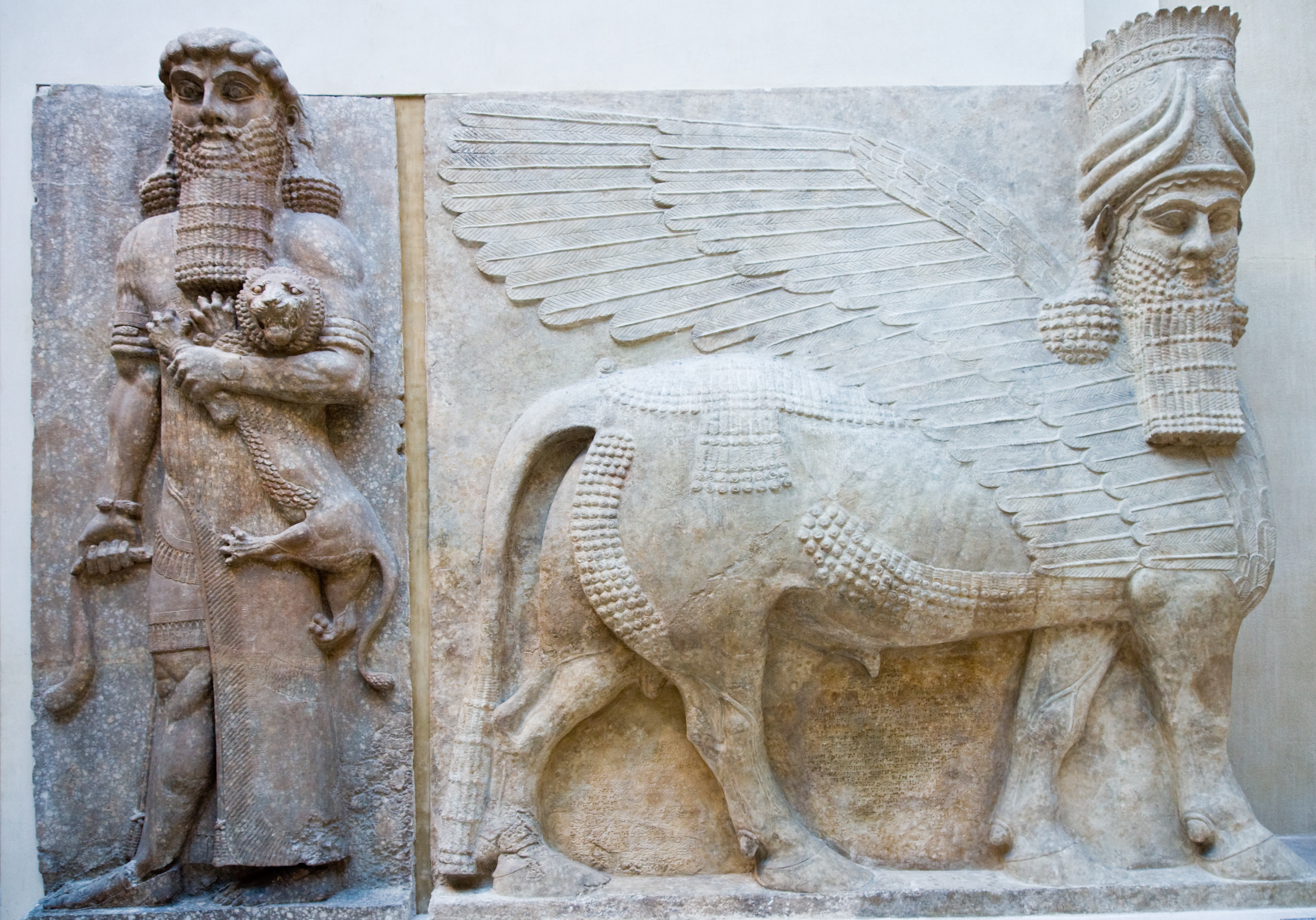
Porzione del monumentale emblema reale dei Sargonidi da Dur Šarrukin, costituito da un eroe che afferra un leone, affiancato da due lamassu (solo uno qui esposto) - Louvre.

L'iconografia reale, cioè i simboli associati alla monarchia assira, nel periodo Sargonide seguì le tendenze stabilite durante i quasi due millenni precedenti della monarchia assira. Nei numerosi rilievi di Assurbanipal, un simbolo ricorrente raffigurato come ornamento dei suoi abiti è un albero stilizzato (spesso chiamato "albero della vita" o "albero sacro") sotto un disco solare e affiancato da una figura reale. Sebbene il significato esatto dell'albero non sia noto, probabilmente si riferisce al divino ed era stato un simbolo associato alla monarchia sin dai tempi di Assurnasirpal II due secoli prima, quando fu incorporato nelle decorazioni del palazzo reale di Kalhu. La sua presenza sugli abiti di Assurbanipal suggerisce che gli dèi erano direttamente collegati al re che rappresentava così il centro del regno assiro.
Il periodo sargonide vide la creazione di un preciso emblema reale assiro, raffigurato in forma monumentale sulle mura esterne del palazzo delle stanze del trono dei primi tre re Sargonidi. Questo emblema consisteva in un eroe che afferrava un leone, fiancheggiato su entrambi i lati da lamassu (tori alati dalla testa umana) con la testa rivolta in avanti. Sebbene l'emblema non sia attestato nelle opere di Assurbanipal, la sua iconografia appare ancora in qualche forma con frequenti raffigurazioni di lamassu e leoni insieme al re assiro (la figura del c.d. "eroe").

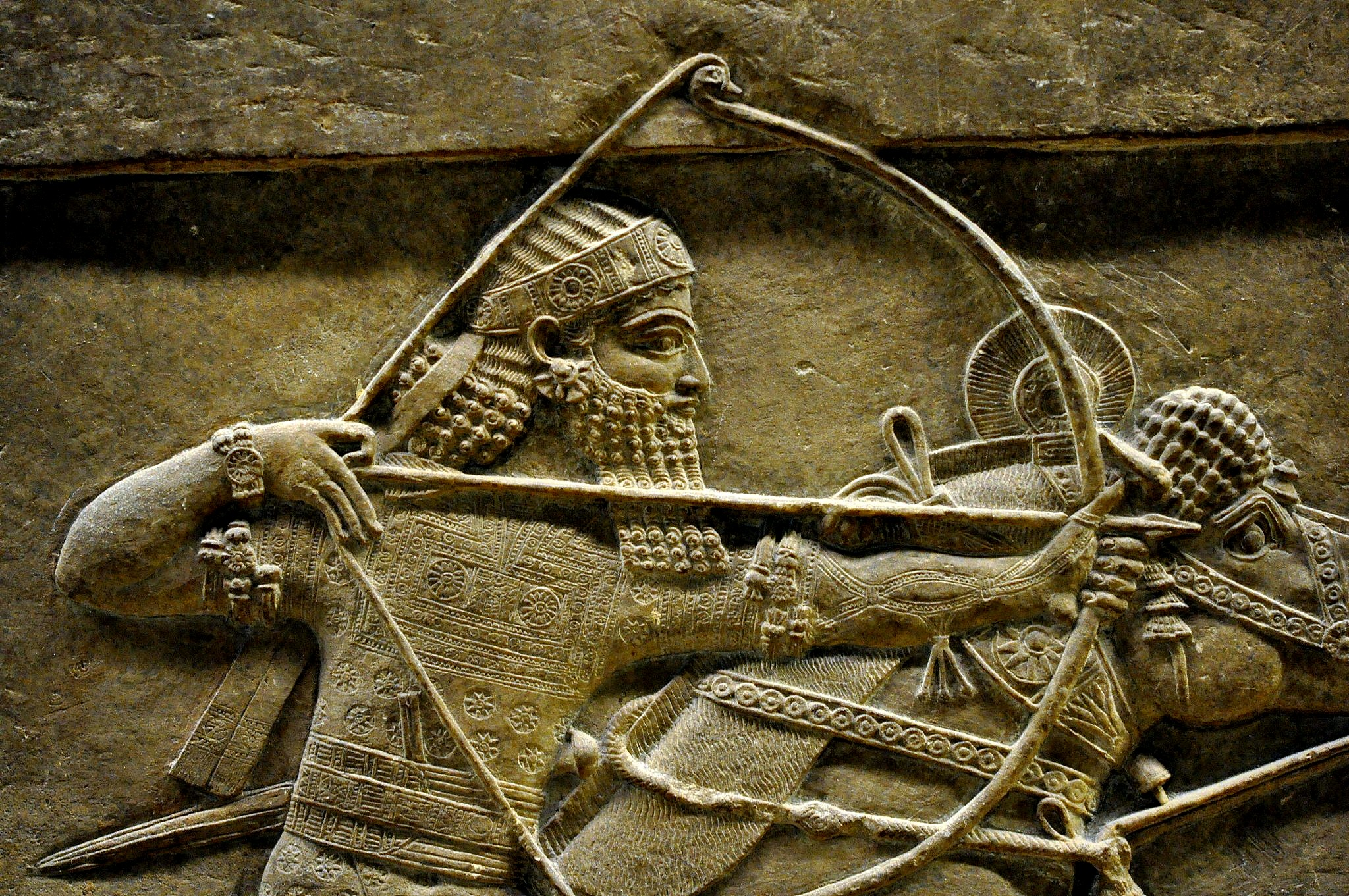
Assurbanipal come raffigurato nella Caccia al leone di Assurbanipal nel suo tipico design a "corona aperta".

Innovativo elemento di design nei rilievi di Assurbanipal fu invece il ricorso alla "corona aperta" in alternativa al vecchio diadema reale assiro chiuso. Sebbene Ashurbanipal sia spesso raffigurato con la tradizionale corona alta (vagamente rassomigliante un secchio), specialmente se raffigurato sui carri da guerra, la "corona aperta" appare nelle raffigurazioni di eventi informali, come cacce al leone o scene di relax. Questa "corona aperta", raffigurata come un'ampia fascia con un lungo pendente in tessuto sul retro, potrebbe essere servito come un'alternativa più pratica all'ingombrante corona conica durante le occasioni informali.

### Le donne della famiglia reale
Il termine usato per la regina nell'impero neo-assiro era issi ekalli (o nella sua forma abbreviata, sēgallu ) che letteralmente significa "donna di palazzo". La forma femminile del titolo di re (šar o šarru) era šarratu ma questo non era usato per la consorte del re e veniva applicato solo alle dee e alle regine che detenevano il potere esclusivo in paesi stranieri. In quanto tale, questo non indica che la regina assira avrebbe ricoperto una posizione minore rispetto alle regine che erano consorti di re stranieri. Sebbene sia noto che i re assiri abbiano avuto più mogli, le iscrizioni sopravvissute suggeriscono che c'era solo una donna con il titolo di regina in un dato momento poiché i documenti contemporanei usano il termine senza ulteriori specificazioni.

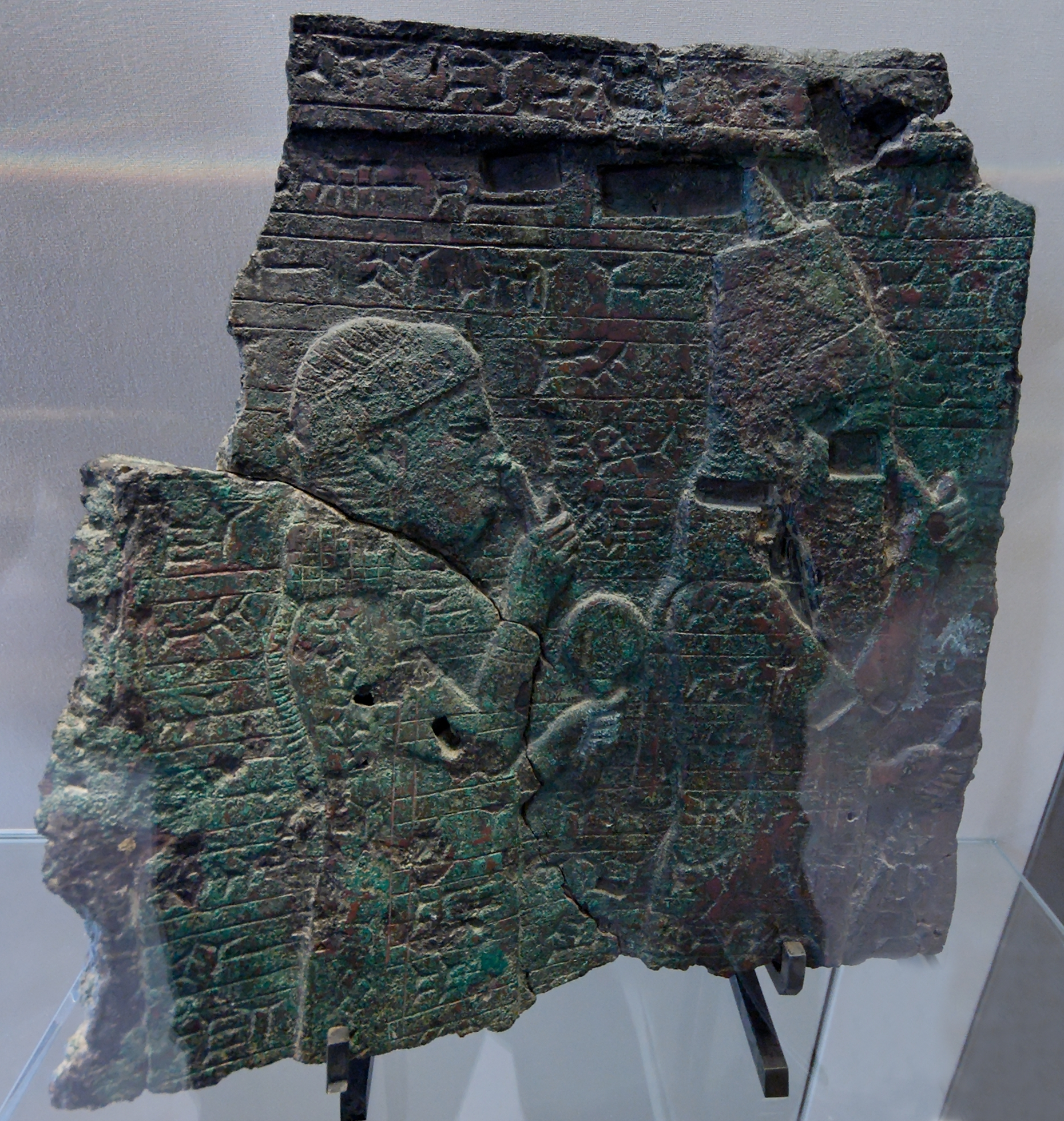
Rilievo al Louvre raffigurante il re Esarhaddon (dx) e sua madre Naqi'a (sx).

I re spesso mostravano un grande apprezzamento pubblico per le loro regine, come Sennacherib che discute della costruzione di una suite per sua moglie, la regina Tashmetu-sharrat, nel suo nuovo palazzo di Ninive nelle iscrizioni giunte sino a noi:
(ed. in Kertai, p. 116)
La seconda moglie di Sennacherib, Naqi'a, madre di Esarhaddon, mantenne una posizione di rilievo durante il regno del figlio e persino del nipote Assurbanipal. È attestata durante il regno di Assurbanipal (anno 663 a.C.) con il titolo di "madre del re" nonostante non sia più la madre del sovrano regnante. È probabile che Naqi'a avesse residenza nella maggior parte delle principali città assire e che nel suo ruolo di regina madre "avita" fosse estremamente ricca o comunque più ricca delle regine di Esarhaddon e Assurbanipal. La sua influenza era aumentata a corte dopo l'incoronazione di Esarhaddon e si dice che abbia costruito un palazzo per lui a Ninive.
La regina non era necessariamente la madre del re successivo. La regina di Sargon II, Ataliya, non era la madre del suo successore Sennacherib e la prima moglie di Sennacherib (è incerto che Naqi'a avesse al tempo il titolo di regina), Tashmetu-sharrat, non partorì il suo successore Esarhaddon. Sebbene tutte le donne della famiglia reale alla fine derivassero il loro potere dal re (come tutti i membri maschi della famiglia), non erano pedine senza potere politico. Avevano voce in capitolo nei propri affari finanziari e avevano molti doveri, spesso a livelli molto alti del governo, oltre a quello ovvio di dover produrre un erede. Il regno di Esarhaddon in particolare è stato visto come un periodo in cui alle donne reali era consentito esercitare un grande potere politico, forse a causa della sfiducia di Esarhaddon nei confronti dei suoi parenti maschi dopo che i suoi fratelli avevano ucciso suo padre e scatenato una guerra civile nel tentativo di usurpargli il trono.

### Il problema babilonese
Al tempo dei Sargonidi, Babilonia, la parte meridionale del loro impero, era stata incorporata nell'impero assiro solo in tempi relativamente recenti. Sebbene fosse un vassallo assiro per brevi periodi nel corso di alcuni secoli, il regno era stato governato dai re babilonesi nativi fino alla sua conquista e annessione da parte di Tiglatpileser III meno di un secolo prima. L'annessione di Babilonia portò a quello che è stato definito dagli storici come il "problema babilonese", le frequenti rivolte di Babilonia mirate a liberarsi dal giogo dell'Assiria e ristabilire la loro indipendenza. La riuscita rivolta di Nabopolassar nel 626 a.C., che alla fine condannò l'Assiria, fu semplicemente l'ultima di una lunga serie di rivolte babilonesi.
I re Sargonidi provarono molte soluzioni diverse per il problema babilonese. Sennacherib, frustrato dalle ripetute aspirazioni di indipendenza di Babilonia, distrusse la città nel 689 a.C. e portò in Assiria l'importante statua di Marduk. La città fu poi ricostruita da Esarhaddon nel 670 a.C., probabilmente con una mossa che il re sperava avrebbe mostrato i benefici del continuo dominio assiro sulla regione e che avrebbe governato Babilonia con la stessa cura e generosità di un re babilonese nativo.

## Albero genealogico dei Sargonidi
Segue Radner (2013) se non diversamente indicato.
I re sono indicati con testo in grassetto. Le donne della famiglia reale, spose o figlie, in corsivo.
|                |                                                        |                                                        |                                                        |                                       |                                       |                                                                |                                                                |                                                                        |                                                                        |                                                             |                    |                                    |                                    |                                     |                                     |              |              |                     |                     |
|                |                                                        |                                                        |                                                        |                                       |                                       |                                                                |                                                                |                                                                        | Sargon II sp. Ra'īmâ, Ataliya [et al.] (regno 722-705 a.C.)            |                                                             |                    |                                    |                                    |                                     |                                     |              |              |                     |                     |
|                |                                                        |                                                        |                                                        |                                       |                                       |                                                                |                                                                |                                                                        |                                                                        |                                                             |                    |                                    |                                    |                                     |                                     |              |              |                     |                     |
|                |                                                        |                                                        |                                                        |                                       |                                       |                                                                |                                                                |                                                                        |                                                                        |                                                             |                    |                                    |                                    |                                     |                                     |              |              |                     |                     |
|                |                                                        |                                                        |                                                        | Figlio                                | Figlio                                | Figlio                                                         | Figlio                                                         | Sennacherib sp. Tashmetu-sharrat, Naqi'a [et al.] (regno 705-681 a.C.) | Sennacherib sp. Tashmetu-sharrat, Naqi'a [et al.] (regno 705-681 a.C.) | Figlio                                                      | Figlio             | Figlio                             | Figlio                             | Ahat-abisha sp. Abaris, Re di Tabal | Ahat-abisha sp. Abaris, Re di Tabal |              |              |                     |                     |
|                |                                                        |                                                        |                                                        |                                       |                                       |                                                                |                                                                |                                                                        |                                                                        |                                                             |                    |                                    |                                    |                                     |                                     |              |              |                     |                     |
|                |                                                        |                                                        |                                                        |                                       |                                       |                                                                |                                                                |                                                                        |                                                                        |                                                             |                    |                                    |                                    |                                     |                                     |              |              |                     |                     |
|                | Ashur-nadin-shumi Re di Babilonia (regno 700-694 a.C.) | Ashur-nadin-shumi Re di Babilonia (regno 700-694 a.C.) | Ashur-ili-muballissu                                   | Ashur-ili-muballissu                  | Arda-Mulissu                          | Arda-Mulissu                                                   | Ashur-shumu-ushabshi                                           | Ashur-shumu-ushabshi                                                   | Esarhaddon sp. Esharra-hammat [et al.] (regno 681-669 a.C.)            | Esarhaddon sp. Esharra-hammat [et al.] (regno 681-669 a.C.) | Nergal-shumu-ibni  | Nergal-shumu-ibni                  | Nabu-shar-usur                     | Nabu-shar-usur                      | Shadittu                            | Shadittu     |              |                     |                     |
|                |                                                        |                                                        |                                                        |                                       |                                       |                                                                |                                                                |                                                                        |                                                                        |                                                             |                    |                                    |                                    |                                     |                                     |              |              |                     |                     |
|                |                                                        |                                                        |                                                        |                                       |                                       |                                                                |                                                                |                                                                        |                                                                        |                                                             |                    |                                    |                                    |                                     |                                     |              |              |                     |                     |
| Sin-nadin-apli | Sin-nadin-apli                                         | Shamash-shum-ukin Re di Babilonia (regno 668-648 a.C.) | Shamash-shum-ukin Re di Babilonia (regno 668-648 a.C.) | Shamash-metu-uballit                  | Shamash-metu-uballit                  | Assurbanipal sp. Libbali-sharrat [et al.] (regno 669-631 a.C.) | Assurbanipal sp. Libbali-sharrat [et al.] (regno 669-631 a.C.) | Ashur-taqisha-liblut                                                   | Ashur-taqisha-liblut                                                   | Ashur-mukin-paleya                                          | Ashur-mukin-paleya | Ashur-etel-shame-erseti-muballissu | Ashur-etel-shame-erseti-muballissu | Sin-peru-ukin                       | Sin-peru-ukin                       | Serua-eterat | Serua-eterat | Altri 9 figli circa | Altri 9 figli circa |
|                |                                                        |                                                        |                                                        |                                       |                                       |                                                                |                                                                |                                                                        |                                                                        |                                                             |                    |                                    |                                    |                                     |                                     |              |              |                     |                     |
|                |                                                        |                                                        |                                                        |                                       |                                       |                                                                |                                                                |                                                                        |                                                                        |                                                             |                    |                                    |                                    |                                     |                                     |              |              |                     |                     |
|                |                                                        |                                                        | Assur-etil-ilani (regno 631-627 a.C.)                  | Assur-etil-ilani (regno 631-627 a.C.) | Sin-shar-ishkun (regno 627-612 a.C.)  | Sin-shar-ishkun (regno 627-612 a.C.)                           | Ninurta-sharru-usur                                            | Ninurta-sharru-usur                                                    | Altri figli                                                            | Altri figli                                                 |                    |                                    |                                    |                                     |                                     |              |              |                     |                     |
|                |                                                        |                                                        |                                                        |                                       |                                       |                                                                |                                                                |                                                                        |                                                                        |                                                             |                    |                                    |                                    |                                     |                                     |              |              |                     |                     |
|                |                                                        |                                                        |                                                        |                                       |                                       |                                                                |                                                                |                                                                        |                                                                        |                                                             |                    |                                    |                                    |                                     |                                     |              |              |                     |                     |
|                |                                                        |                                                        | Figli                                                  | Figli                                 | Assur-uballit II (regno 612-609 a.C.) | Assur-uballit II (regno 612-609 a.C.)                          |                                                                |                                                                        |                                                                        |                                                             |                    |                                    |                                    |                                     |                                     |              |              |                     |                     |

### Esplicative
1. ↑  Il titolo di liblibbi Šarru-kīn[1], lett. "Discendente di Sargon", fu utilizzato da diversi membri della dinastia quali Shamash-shum-ukin[1] e Sin-shar-ishkun[2].
2. ↑  Vi erano comunque delle eccezioni: Sargon II sostenne di aver incorporato 60 Israeliti tra gli equipaggi dei suoi carri[51].

### Bibliografiche
1. 1 2  Karlsson, p. 10.
2. ↑  Luckenbill, p. 413.
3. 1 2  Healy, p. 17.
4. ↑  Parker.
5. 1 2 3 4 5 6  Mark 2014b.
6. ↑  Ahmed, p. 63.
7. 1 2 3 4 5  Mark 2014c.
8. 1 2 3  Radner 2012.
9. ↑  Elayi, p. 16.
10. ↑  Van Der Spek, p. 57.
11. ↑  Foster-Foster, pp. 121-123.
12. 1 2  Grayson, p. 106.
13. ↑  Grayson, p. 110.
14. ↑  Grayson, pp. 107-108.
15. ↑  Leick, p. 156.
16. ↑  Grayson, p. 109.
17. ↑  Kalimi-Richardson, p. 174.
18. ↑  Parpola.
19. ↑  Damrosch, p. 181.
20. ↑  Knapp, p. 325.
21. ↑  Radner 2003, p. 166.
22. 1 2  Mark 2014.
23. ↑  Cole-Machinist, pp. 11-13.
24. ↑  Ahmed, pp. 65-66.
25. 1 2 3  Ahmed, p. 8.
26. 1 2 3  Mark 2009.
27. ↑  Ahmed, p. 80.
28. ↑  Carter-Stolper, p. 52.
29. ↑  Ahmed, p. 91.
30. ↑  Zaia, p. 21.
31. 1 2  Ahmed, p. 121.
32. ↑  Reade, p. 263.
33. 1 2  Assurbanipal.
34. 1 2 3 4  Na'aman, p. 255.
35. ↑  Ahmed, p. 129.
36. ↑  Ahmed, p. 126.
37. ↑  Lipschits, p. 13.
38. ↑  Lipschits, p. 14.
39. 1 2  Na'aman, p. 266.
40. ↑  Lipschits, p. 18.
41. ↑  Radner 2019, p. 135.
42. ↑  Radner 2019, p. 141.
43. ↑  Rowton, p. 128.
44. ↑  Budge, p. xii.
45. ↑  Elayi, p. 3.
46. ↑   Na'aman N, Ekron under the Assyrian and Egyptian Empires, in The American Schools of Oriental Research, 2003,  pp. 81-91.
47. ↑   Cohen R e Westbrook R, Isaiah's vision of peace in biblical and modern international relations : swords into plowshares, 1st, New York, Palgrave Macmillan, 2008, ISBN 978-1-4039-7735-9.
48. ↑   Shafer A, The Carving of an Empire: Neo-Assyrian Monuments on the Periphery, UMI Dissertation Services, 2003,  pp. 32-33.
49. ↑  Healy, p. 20.
50. ↑  Healy, pp. 18-19.
51. ↑  Healy, p. 18.
52. 1 2  Albenda, p. 153.
53. ↑  Albenda, p. 154.
54. ↑  Teppo, p. 389.
55. 1 2  Kertai, p. 110.
56. ↑  Kertai, p. 109.
57. ↑  Kertai, p. 116.
58. ↑  Kertai, p. 120.
59. ↑  Teppo, p. 391.
60. ↑  Kertai, p. 121.
61. ↑  Teppo, p. 392.
62. ↑  Radner 2003, p. 168.
63. 1 2  Porter, p. 41.
64. ↑  Radner 2013.

### Fonti
- Cronache babilonesi
- Prisma di Sennacherib (ed. in Luckenbill)

### Studi
- (EN) Ahmed SS, Southern Mesopotamia in the time of Ashurbanipal, Walter de Gruyter GmbH & Co KG, 2018, ISBN 978-3-11-103358-7.
- (EN) Albenda P, Thoughts on some images of King Ashurbanipal, in N.a.b.u., vol. 4, 2014,  pp. 153-154.
- (EN) Budge EA, The History of Esarhaddon, Routledge, 2007  [1880], ISBN 978-1-136-37321-3. URL consultato il 1º novembre 2020 (archiviato dall'url originale il 14 dicembre 2021).
- (EN) Carter E e Stolper MW, Elam: Surveys of Political History and Archaeology, 1984, ISBN 978-0-520-09950-0.
- (EN) Cole SW e Machinist P, Letters From Priests to the Kings Esarhaddon and Assurbanipal (PDF), Helsinki University Press, 1998, ISBN 978-1-57506-329-4.
- (EN) Damrosch D, The Buried Book: The Loss and Rediscovery of the Great Epic of Gilgamesh, Henry Holt and Company, 2007, ISBN 978-0-8050-8725-3.
- (EN) Elayi J, Sargon II, King of Assyria, SBL Press, 2017, ISBN 978-1-62837-177-2.
- (EN) Foster BR e Foster KP, Civilizations of Ancient Iraq, Princeton University Press, 2009, ISBN 978-0-691-14997-4.
- (EN) Grayson AK, Assyria: Sennacherib and Esarhaddon (704–669 BC), in The Cambridge Ancient History Volume 3 Part 2: The Assyrian and Babylonian Empires and Other States of the Near East, from the Eighth to the Sixth Centuries BC, Cambridge University Press, 1970, ISBN 978-3-11-103358-7.
- (EN) Healy M, The Ancient Assyrians, Osprey Publishing, 1991, ISBN 1-85532-163-7.
- (EN) Kalimi I e Richardson S, Sennacherib at the Gates of Jerusalem: Story, History and Historiography, BRILL, 2014, ISBN 978-90-04-26561-5.
- (EN) Karlsson M, Assyrian Royal Titulary in Babylonia, 2017.
- (EN) Kertai D, The Queens of the Neo-Assyrian Empire, in Altorientalische Forschungen, vol. 40, n. 1, 2013,  pp. 108-124, DOI:10.1524/aof.2013.0006.
- (EN) Knapp A, Royal Apologetic in the Ancient Near East, SBL Press, 2015, ISBN 978-0-88414-074-0.
- (EN) Leick G, Historical Dictionary of Mesopotamia, Scarecrow Press, 2009, ISBN 978-0-8108-6324-8.
- (EN) Lipschits O, The Fall and Rise of Jerusalem: Judah under Babylonian Rule, Eisenbrauns, 2005, ISBN 978-1-57506-095-8.
- (EN) Luckenbill DD, Ancient Records of Assyria and Babylonia Volume 2: Historical Records of Assyria From Sargon to the End, University of Chicago Press, 1927.
- (EN) Na'aman N, Chronology and History in the Late Assyrian Empire (631—619 B.C.), in Zeitschrift für Assyriologie, vol. 81, 1–2, 1991,  pp. 243-267, DOI:10.1515/zava.1991.81.1-2.243.
- (EN) Parker BJ, The Construction and Performance of Kingship in the Neo-Assyrian Empire, in Journal of Anthropological Research, vol. 67, n. 3, 2011,  pp. 357-386, DOI:10.3998/jar.0521004.0067.303, JSTOR 41303323.
- (EN) Porter BN, Images, Power, and Politics: Figurative Aspects of Esarhaddon's Babylonian Policy, American Philosophical Society, 1993, ISBN 978-0-87169-208-5.
- (EN) Radner K, The Trials of Esarhaddon: The Conspiracy of 670 BC, in ISIMU: Revista sobre Oriente Próximo y Egipto en la antigüedad, vol. 6, Universidad Autónoma de Madrid, 2003,  pp. 165-183.
- (EN) Radner K, Last Emperor or Crown Prince Forever? Aššur-uballiṭ II of Assyria according to Archival Sources, in State Archives of Assyria Studies, vol. 28, 2019,  pp. 135-142.
- (EN) Reade JE, Assyrian eponyms, kings and pretenders, 648-605 BC, in Orientalia (NOVA Series), vol. 67, n. 2, 1998,  pp. 255-265, JSTOR 43076393.
- (EN) Rowton MB, Jeremiah and the Death of Josiah, in Journal of Near Eastern Studies, vol. 2, n. 10, 1951,  pp. 128-130, DOI:10.1086/371028.
- (EN) Teppo S, Agency and the Neo-Assyrian Women of the Palace, in Studia Orientalia Electronica, n. 101, 2007,  pp. 381-420.
- (EN) Van Der Spek R, The struggle of king Sargon II of Assyria against the Chaldaean Merodach-Baladan (710-707 B.C.), in JEOL, vol. 25, 1977,  pp. 56-66.
- (EN) Zaia S, My Brother's Keeper: Assurbanipal versus Šamaš-šuma-ukīn, in Journal of Ancient Near Eastern History, vol. 6, n. 1, 2019,  pp. 19-52, DOI:10.1515/janeh-2018-2001.